# Autoroute espagnole M-60
La M-60 aussi appelée Ronda de Circunvalación regional est une voie rapide circulaire en projet qui aura les caractéristiques autoroutières faisant le tour de la Communauté de Madrid.
D'une longueur de 170 km environ, elle permettra de contourner la Région de Madrid pour desservir au mieux toute l'aire métropolitaine et améliorer le transit régional et national. Elle comportera le plus souvent deux voies de circulation dans chaque sens.
Elle croisera la plupart des autoroutes reliées au réseau espagnol à destination des différents points cardinaux du pays :
- A-1 : Corridor Nord
- A-2 : Corridor Nord-est
- A-3 : Corridor Est
- A-4 : Corridor Sud
- A-5 : Corridor Sud-ouest
- A-6 : Corridor Nord-ouest

Mais encore les autoroutes locales qui partent de Madrid :
- A-42 : Madrid - Tolède
- R-1 : Autoroute Radiale Nord
- R-2 : Autoroute Radiale Nord-est
- R-3 : Autoroute Radiale Est
- R-4 : Autoroute Radiale Sud
- R-5 : Autoroute Radiale Sud-ouest

La M-60 desservira toutes les villes de la banlieue de Madrid dans un rayon de 25 km environ. Elle permettra de traverser les communes rurales et les grands espaces autour de la capitale.

## Tracé
- Secteur Nord : entre l'A-6 et la R-1 : Elle va débuter à Collado Villalba, pour ensuite contourner Tres Cantos par le nord avant de croiser l'A-1 et la R-1 à Valdetorres de Jarama.
- Secteur Est : entre la R-1 et l'A-3 : La M-60 desservira les communes de la banlieue est de la ville où elle va croiser l'A-2 et la R-2 à l'ouest de Alcala de Henares.
- Secteur Sud : Entre l'A-3 et l'A-5 : La M-60 va contourner toutes les grandes villes de la banlieue sud (Parla, Fuenlabrada, Mostoles...) par le sud en croisant l'A-42, la R-5 et l'A-5
- Secteur Ouest : Entre l'A-5 et l'A-4 : Tronçon qui va relier le corridor Nord-ouest au corridor Sud-ouest. Il va permettre de relier le nord-ouest au sud est en contourner la région par le sud.